# Martin Büsing

Martin Büsing

Martin Büsing (* 5. März 1960 in Bochum) ist ein deutscher Arzt, Chirurg und Hochschullehrer. Neben der Tumorchirurgie und der Organtransplantation (GI-Trakt, Leber, Pankreas, Niere) gehört die minimalinvasive Chirurgie (NOTES), die Adipositaschirurgie (Exzellenzzentrum der DGAV) und die postbariatrische Wiederherstellungschirurgie zu seinen Schwerpunkten. Er ist Chefarzt der Klinik für Allgemein-, Viszeral- und Adipositaschirurgie, Plastische Chirurgie am Knappschaftskrankenhaus Recklinghausen.

## Leben
Nach dem Abschluss der Schulausbildung an der Märkischen Schule in Bochum-Wattenscheid studierte Büsing von 1979 bis 1985 Humanmedizin an der Ruhr-Universität Bochum. Als Leichtathlet (Mittel-Langstrecke) startete er für den TV Wattenscheid 01 und wurde zweimal deutscher Jugendmannschaftsmeister. Er wurde von Gustav Disse trainiert.
Während des Studiums begann Büsing seine Promotionsarbeit am Institut für Pathologie Konrad Morgenroth zum Thema „Zilienveränderungen der Bronchialschleimhaut bei chronisch obstruktiven Lungenerkrankungen im Kindesalter“ und schloss diese 1986 mit der Promotion zum Dr. med. (magna cum laude) ab. 1994 folgte die Habilitation zum Thema „Morphologie und Pathophysiologie der postischämischen Transplantatpankreatitis“, 1999 die vorzeitige Ernennung zum außerplanmäßiger Professor für Chirurgie an der Ruhr-Universität Bochum, bei laufenden Berufungsverfahren (C3-Professur in Halle (Saale) und Heidelberg).
Er ist verheiratet mit der Kuratorin Jung Me und hat zwei Kinder aus einer früheren Verbindung.

## Wirken

### Klinischer Werdegang
Die Ausbildung zum Chirurgen begann unter Eberhard Helwing (Hattingen/Ruhr 1985–1986) und wurde von 1987 bis 1993 in Tübingen unter Leo Koslowski, Horst-Dieter Becker und Siegfried Weller fortgesetzt. Die intensive Arbeit in der Arbeitsgruppe Pankreastransplantation (Leitung: Ulrich Theodor Hopt) wirkte sich prägend aus.
1993 wechselte Büsing an die Ruhr-Universität Bochum, um dort am Knappschaftskrankenhaus Bochum-Langendreer unter Waldemar Kozuschek ein Transplantationszentrum zu begründen. Die ersten Organtransplantationen in Bochum gelangen im März 1993 gemeinsam mit Axel Laczkovics am Bergmannsheil-Bochum (kombinierte Herz-Nierentransplantation), gefolgt von der ersten isolierten Nierentransplantation in Bochum-Langendreer im August 1993 gemeinsam mit Waldemar Kozuschek, der ersten kombinierten Pankreas-Nierentransplantation 1994 und der ersten Lebertransplantation 1995.
Nach der Emeritierung von Waldemar Kozuschek (1996) folgte diesem Jürgen Klempnauer (heute Hannover) als Ordinarius und Büsing blieb als Leitender Oberarzt bis März 1998. Unter seiner Leitung konnte die Transplantationschirurgie in Bochum klinisch etabliert werden, dass Pankreastransplantationsprogramm ist seit 1996 im Eurotransplant-Gebiet führend. In diesem Zeitraum war er auch Vertreter der deutschen Pankreastransplantationszentren im Pancreas Advisory Committee der Eurotransplant Foundation. Die Ergebnisse der Pankreastransplantation konnten durch die Einführung neuer immunsuppressiver Konzepte erheblich verbessert werden, die chirurgische Technik wurde durch die Einführung der Dünndarmdrainage und der portalvenösen Anastomose nachhaltig beeinflusst.
1998 hat er die Chefarztposition der Klinik für Allgemein-, Viszeral-, Gefäß- und Unfallchirurgie (seit Mitte 2015 verselbständigt) am Knappschaftskrankenhaus Recklinghausen, heute Klinikum-Vest GmbH übernommen und seither inne. In den Jahren 1999 und 2000 war er zudem als kommissarischer Direktor der Chirurgischen Universitätsklinik am Knappschaftskrankenhaus Bochum-Langendreer tätig. Unter seiner Leitung wurde die Klinik in Recklinghausen als Darmkrebszentrum der Deutschen Krebsgesellschaft, als Referenzzentrum für Minimalinvasive Chirurgie, Kompetenzzentrum für Hernienchirurgie und als Exzellenzzentrum für Adipositaschirurgie der DGAV, ferner als Regionales Traumazentrum der DGU zertifiziert.
2008 wurde von ihm die erste transvaginal assistierte Magenresektion (NOTES) in Europa vorgenommen. Er gehört zu den Pionieren der NOTES-Chirurgie in Deutschland. Ferner wurde von ihm eine neue Technik zum Verschluss von Duodenalwanddefekten mittels Gastroduodenoplastik vorgestellt.
Zwischen 2009 und 2013 vertrat Büsing das Knappschaftskrankenhaus Recklinghausen als Ärztlicher Direktor.
Auf dem Gebiet der Adipositaschirurgie gehört die Klinik zu den führende Zentren in Deutschland und ist seit der Einführung der Zertifizierungsordnung der DGAV in der jeweils höchsten Zertifizierungsstufe als Referenzzentrum bzw. Exzellenzzentrum (nach Rezertifizierung) zertifiziert.

### Facharzt und Schwerpunktbezeichnungen
- 1992: Facharzt für Chirurgie
- 1995: Schwerpunkt Visceralchirurgie
- 1996: Spezielle Chirurgische Intensivmedizin
- 1998: Schwerpunkt Unfallchirurgie
- 1999: Physikalische Therapie
- 2006: Facharzt für Orthopädie und Unfallchirurgie, spezielle Unfallchirurgie
- 2007: Proktologie

## Stipendien und Auszeichnungen (Auswahl)
- 1979: Stipendiat der Konrad-Adenauer-Stiftung
- 1992: Cilag-Stipendium der Deutschen Transplantationsgesellschaft
- 1994: Ludwig-Rehn-Preis der Vereinigung Mittelrheinischer Chirurgen[10]
- 1996: Fortbildungsstipendium der Deutschen Gesellschaft für Chirurgie[11]

## Publikationen, Herausgeberschaften (Auswahl)
- Buesing, M., Utech, M., Halter, J. et al.: Schlauchmagenbildung in der Behandlung der morbiden Adipositas. In: Der Chirurg. Band 82, Nr. 8. Springer-Verlag, August 2011, ISSN 0009-4722, S. 675–683, doi:10.1007/s00104-010-1990-7, PMID 20967529 (archive.org [abgerufen am 30. Juli 2017]).
- Martin Büsing (Hrsg.): Schlauchmagen - Magenbypass - Magenband & Co. : Information für Patienten mit morbider Adipositas. Hoose, Bochum 2013, ISBN 978-3-930466-01-6.
- U. T. Hopt, M. Büsing, H. D. Becker (Hrsg.): Akute Pankreatitis - Transplantatpankreatitis. Karger, Basel 1994, ISBN 3-8055-5811-2.
- M. Büsing, U. T. Hopt, W. Kozuschek (Hrsg.): Pankreastransplantation. „Chirurgische Gastroenterologie“. Vol 12, Suppl. 1. Karger, Basel 1996, ISBN 3-8055-6302-7.
- M. Büsing, U. T. Hopt, M. Quacken, H. D. Becker, K. Morgenroth: Morphological studies of graft pancreatitis following pancreas transplantation. In: British Journal of Surgery. Band 80, Nr. 9, September 1993, ISSN 0007-1323, S. 1170–1173, doi:10.1002/bjs.1800800935 (englisch).
- M. Reiser, V. Christogianni, F. Nehls, R. Dukovska, M. De la Cruz, M. Büsing: Short-term results of transit bipartition to promote weight loss after laparoscopic sleeve gastrectomy. In: Annals of Surgery Open. Band 2, Nr. 4, Dezember 2021, ISSN 2691-3593, S. e102 (englisch).
- Feierliche Verabschiedung und Abschiedsvorlesung von Professor Dr. Dr. h. c. mult. Waldemar Kozuschek. Ponte Press, Bochum 1996, ISBN 3-920328-23-X.
- M. Büsing, U. T. Hopt, F. Pfeffer, H. D. Becker, K. Morgenroth: Die postischämische Transplantatpankreatitis — Ein klinisches Modell der akuten Pankreatitis-Wandel der Chirurgie in unserer Zeit. In: Hartel W. (Hrsg.): Wandel der Chirurgie in unserer Zeit. Springer-Verlag, 1993, ISBN 978-3-540-56566-6, S. 1095–1096, doi:10.1007/978-3-642-78145-2_361.